# Bateria Sliema Point
Bateria Sliema Point (malt. Batterija tal-Ponta ta' Tas-Sliema, ang. Sliema Point Battery) – bateria artyleryjska w Sliemie na Malcie, zbudowana przez Brytyjczyków w latach 1872–1876. Budowla stoi na cyplu oddzielającym port Marsamxett od zatoki St. Julian’s Bay. Później budynek był wykorzystywany jako stanowisko reflektorów, współcześnie mieści restaurację Il-Fortizza.
Znajduje się przy Tower Road, jednej z najpopularniejszych maltańskich nadmorskich promenad, nazwanej tak od XVII-wiecznej St. Julian's Tower, również mieszczącej dzisiaj restaurację.

## Historia
Budowę Baterii Sliema Point Brytyjczycy rozpoczęli w roku 1872. Była ona częścią programu polepszenia fortyfikacji Malty, zalecanego przez raport pułkownika Jervois z roku 1866, zatytułowany "Memorandum with reference to the improvements to the defences of Malta and Gibraltar, rendered necessary by the introduction of Iron Plated Ships and powerful rifled guns" (Memorandum w sprawie poprawy obrony Malty i Gibraltaru, niezbędnej z uwagi na wprowadzenie żelaznych okrętów i potężnych dział z gwintowaną lufą).
Budynek, ukończony w roku 1876, ma wiele neogotyckich elementów architektury (np. brama główna). Budowa kosztowała 12 000 funtów.
Uzbrojenie baterii stanowiły dwa 10-calowe oraz dwa 11-calowe działa z gwintowaną lufą, ładowane od przodu (ang. RML). Działa te zostały usunięte w roku 1905, a na części obiektu zbudowano wieżę dla reflektorów. Używano jej jako stanowiska szperaczy, do wyszukiwania wrogich okrętów zdążających w kierunku Grand Harbour.
Od około roku 1912 w okolicach baterii zapoczątkował swoje spotkania Sliema Aquatic Sports Club. W końcu w pobliżu cypla urządzone zostało miejsce do gry w piłkę wodną, jest ono wciąż używane przez klub.

## Współcześnie
Dziś w baterii znajduje się restauracja Fortizza Bar and Restaurant, popularnie nazywana Il-Fortizza.